# Leo Frank
Leo Frank   (Cuero, 17 d'abril de 1884 - Marietta, 17 d'agost de 1915) Leo Max Frank va ser un empresari estatunidenc jueu que va ser linxat per la població de Marietta a conseqüència de l'assassinat de la jove Mary Phagan. Aquest esdeveniment evidencià l'antisemitisme latent, present a diverses parts de la societat estatunidenca de principis del segle xx i va portar a la creació de la Lliga Antidifamació.

## Cas judicial i linxament
Frank dirigia una fàbrica de llepissós a Atlanta, i va ser condemnat gràcies a una evidència circumstancial per violació i assassinat d'una empleada, la nena de tretze anys Mary Phagan. El judici va ser seguit per la premsa sensacionalista, que va promoure històries fantasioses sobre orgies en lloc de la violació. El polític georgià Tom Watson va treure profit del cas, per reforçar el suport públic per a la renovació del Ku Klux Klan, que havia estat desmantellat pel govern federal més de quaranta anys abans.
El 1982 Alonzo Mann, un exempleat de la fàbrica, va trencar el silenci i va dir estar convençut que Leo Frank era innocent. Va declarar que va veure a Jim Conley, el conserge, portar a Mary Phagan al soterrani, però que aquest el va amenaçar de mort si parlava.
El 1986 Leo Frank va ser indultat de forma pòstuma a causa del testimoniatge d'Alonzo Mann. La història del seu judici, la seva condemna, el seu linxament i els posteriors esdeveniments va ser explicada en la minisèrie L'assassinat de Mary Phagan.

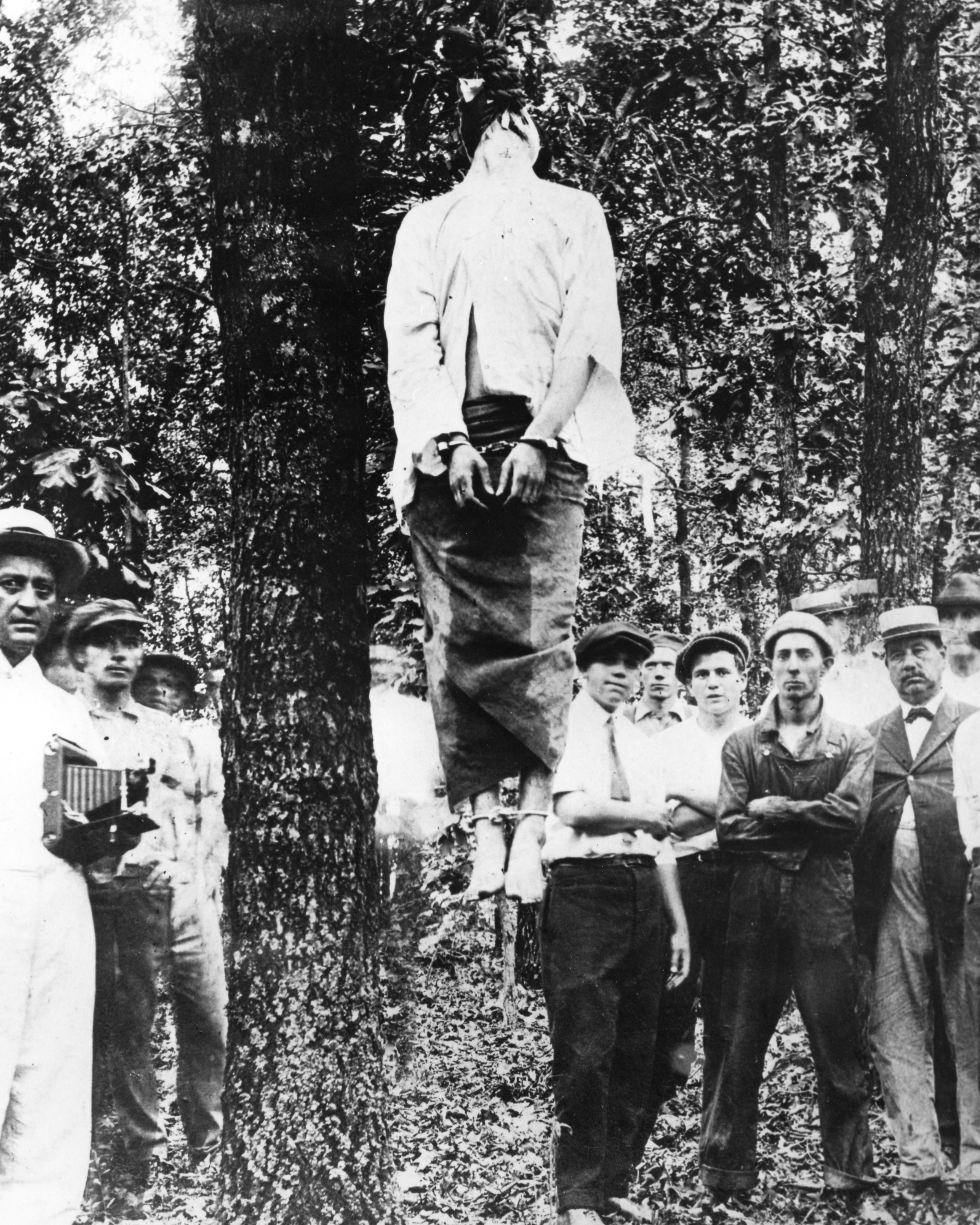
Linxament de Leo Frank